# Classe Suffren (sottomarino)
La classe Suffren è la seconda classe di sottomarini nucleari d'attacco (SNA) francesi, attualmente in fase di realizzazione, è anche conosciuta col nome di programme Barracuda. La classe prende il nome da Pierre André de Suffren de Saint Tropez, ammiraglio francese. La classe Suffren sostituirà la classe Rubis.

Dal programma Barracuda discende anche lo Shortfin Barracuda, una classe di sottomarini convenzionali AIP.

## Unità
| N° pennant | Nome          | Impostato        | Varato    | In servizio      |
| ---------- | ------------- | ---------------- | --------- | ---------------- |
| S635       | Suffren       | 19 dicembre 2007 | fine 2016 | 6 novembre 2020  |
| S636       | Duguay-Trouin | 26 giugno 2009   | fine 2017 | 10 agosto 2023   |
| S637       | Tourville     | 28 giugno 2011   |           | 16 novembre 2024 |
| S638       | De Grasse     | 2015             |           | 2026             |
| S639       | Rubis         |                  |           | 2028             |
| S640       | Casabianca    |                  |           | 2029             |